# Histoire de fous

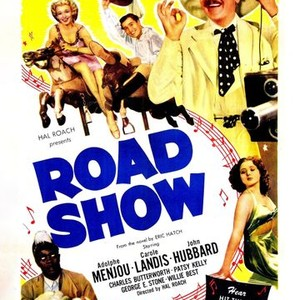
Affiche du film.

Histoire de fous (Road Show) est un film américain en noir et blanc réalisé par Hal Roach, sorti en 1941.

## Synopsis
Le millionnaire Drogo Gaines est sur le point d'épouser sa fiancée Helen Newton, mais il simule une dépression nerveuse avant son propre mariage. Il entend Helen parler à son frère et à sa mère de la perte de la fortune de Drogo si le mariage n'avait pas lieu. Cela décide Drogo à annuler définitivement le mariage. Helen est furieuse et refuse d'être traitée de la sorte ; elle attaque Drogo, essayant de donner l'impression que c'est lui qui a initié l'attaque. Son frère Ed vient à son aide et assomme Drogo. Lorsqu'il se réveille, il se trouve dans un établissement psychiatrique et est considéré comme fou.
Dans l'établissement, Drogo rencontre Carleton Carraway, un riche colonel excentrique qui s'est  interné de lui-même. Dans l'obscurité de la nuit, Carraway aide Drogo à s'échapper à l'aide d'une barque. Ils se joignent à un cirque ambulant.

## Fiche technique
- Réalisation : Hal Roach
- Scénario : Arnold Belgard, Harry Langdon, Mickell Novack d'après Road Show d'Eric S. Hatch (en)
- Musique : George Stoll
- Photographie : Norbert Brodine
- Montage : Bert Jordan
- Producteur : Hal Roach
- Société de production : Hal Roach Studios
- Société de distribution : United Artists
- Pays de production :  États-Unis
- Langue originale : anglais américain
- Format : noir et blanc — 35 mm — 1,37:1 — son : mono (Western Electric Mirrophonic Recording)
- Genre : comédie[1]
- Durée : 87 minutes
- Date de sortie :
  - États-Unis : 18 février 1941
  - France : 15 octobre 1947

## Distribution

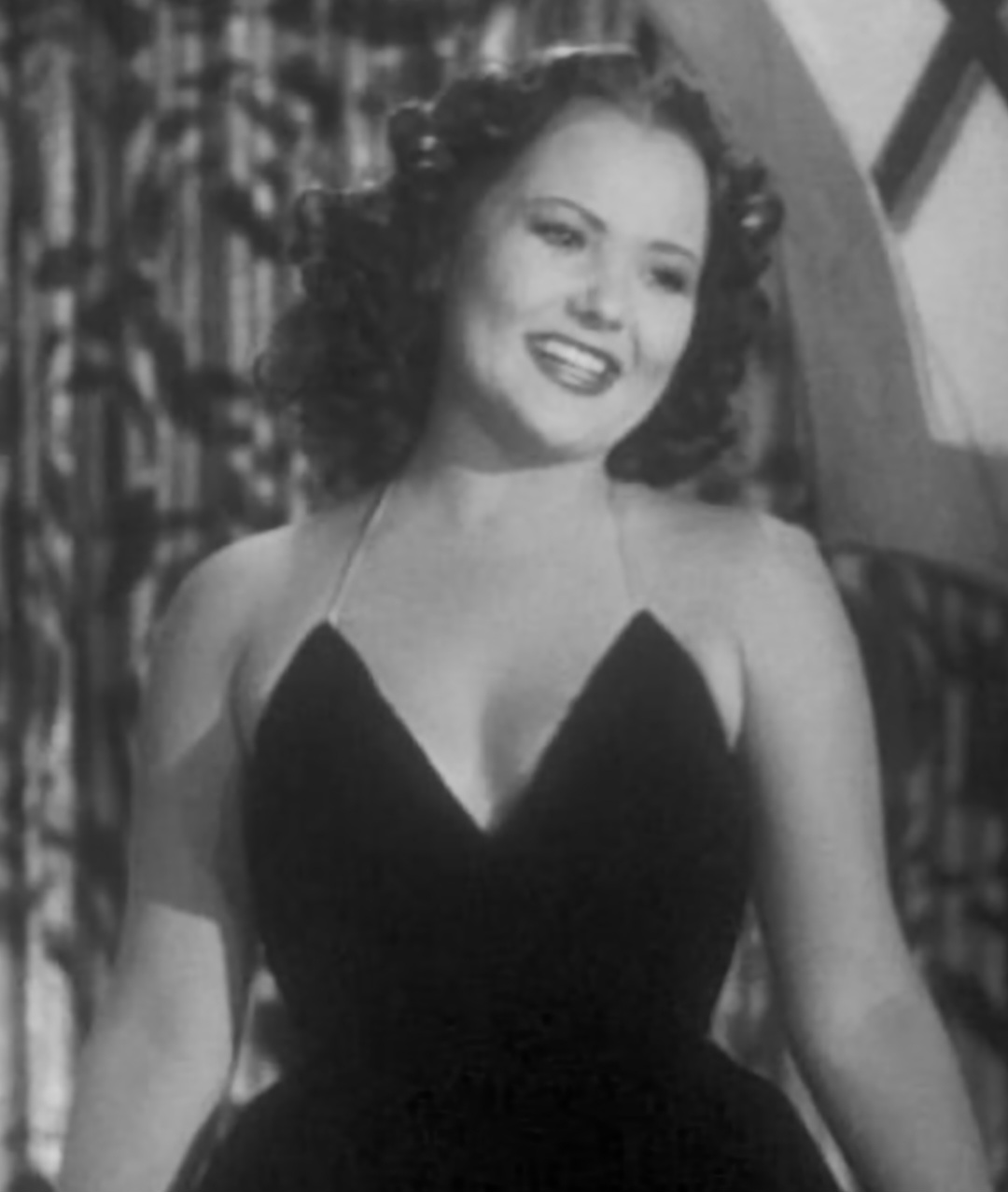
Margaret Roach dans une scène du film.

- Adolphe Menjou : Colonel Carleton Carroway
- Carole Landis : Penguin Moore
- John Hubbard : Drogo Gaines
- Charles Butterworth : Harry Whitman
- Patsy Kelly : Jinx
- Shemp Howard : Moe
- George E. Stone : Indian
- Margaret Roach : Priscilla
- Polly Ann Young : Helen Newton
- Edward Norris : Ed Newton
- Marjorie Woodworth : Alice
- Florence Bates : Mrs. Newton
- Willie Best : Willie
- The Charioteers